# NGC 52
NGC 52 је спирална галаксија у сазвежђу Пегаз која се налази на NGC листи објеката дубоког неба.
Деклинација објекта је + 18° 34' 54" а ректасцензија 0h 14m 40,0s. Привидна величина (магнитуда) објекта NGC 52 износи 13,7 а фотографска магнитуда 14,4. NGC 52 је још познат и под ознакама UGC 140, MCG 3-1-30, CGCG 456-42, IRAS 00120+1818, PGC 978.